# جورج ويرينغ
جورج ويرينغ (بالإنجليزية: George Waring)‏ هو لاعب كرة قدم بريطاني في مركز الهجوم، ولد في 2 ديسمبر 1994 في كينغزلي في المملكة المتحدة. لعب مع أكسفورد يونايتد وستوك سيتي ونادي إيفرتون ونادي بارنسلي.

## وصلات خارجية
- جورج ويرينغ على موقع قاعدة بيانات كرة القدم.إي يو (الإنجليزية)
- جورج ويرينغ على موقع Soccerbase.com (لاعب) (الإنجليزية)
- جورج ويرينغ على موقع Soccerway.com (الإنجليزية)
- جورج ويرينغ على موقع عالم كرة القدم.نت (الإنجليزية)